# Sicurezza proattiva
La sicurezza proattiva riferita alle attività di prevenzione dei crimini, può essere definita una tecnica di prevenzione, che si basa sulla possibilità di previsione dei reati, soprattutto quelli di tipo predatorio urbano. È una strategia ben definita che racchiude tre tipi di approccio, tecnologico, comportamentale ed organizzativo. Normalmente le attività di prevenzione dei reati possono essere definite applicative, ovvero gli organi deputati a compiti di sicurezza, possono applicare il controllo nelle aree urbane e commerciali o sulla scorta di conoscenze empiriche, o sulla scorta di dati statistici, oppure quando vi è una recrudescenza di crimini che creano allarme sociale. Da diversi anni si sono diffusi in tutto il mondo nuovi modelli di sicurezza urbana per il contrasto dei reati predatori che prevedono l'impiego di sofisticate tecnologie che ne permettono la previsione. Tali metodi hanno tutti il fine comune di permettere agli organi deputati al controllo, di anticipare i problemi di sicurezza anziché continuare a rincorrerli sempre. La tecnica consiste dapprima nell'analizzare il crimine passato per elaborare attraverso l'impiego di sofisticati algoritmi informatici, scenari futuri di propagazione dei reati, nel tempo e nello spazio e successivamente di applicare strategie di prevenzione, tendenti ad anticiparne l'accadimento. Questa strategia, rispetto a quelle classiche, ha il vantaggio di supportare unicamente la fase preventiva anziché quella repressiva dei reati, tenendo conto del fatto che i reati anche quando puniti, rappresentano un danno ed incidono negativamente sulla percezione del rischio da parte dell'utenza. Inoltre, l'applicazione scientifica e non empirica degli interventi, permette di ottimizzare le risorse operative andando ad incidere significativamente sui costi di gestione della sicurezza.